# 이상해꽃
이상해꽃(フシギバナ 후시기바나[*], 영어: Venusaur 비너소어[*])의 분류는 씨앗포켓몬이다. 한국명인 '이상해꽃'은 일본명에서 フシギ(不思議)의 한국어 역인 '이상하다'에 탁음화된 バナ의 원 단어인 ハナ(花)의 한국어 역인 '꽃'를 붙여 만든 합성어이다.
이상해씨가 이상해풀을 거쳐 최종적으로 진화한 포켓몬이다. 이상해풀 시절 등에 짊어져 있던 꽃봉오리가 성장하여 커다란 꽃이 피어있다. 꽃을 둘러싼 잎사귀도 몸 전체를 덮어쓸 정도의 크기로 성장한다. 아울러 체격 및 체중 또한 급격하게 대형화되어 있다.(게임 설정으로는 키 2.0미터에 무게 100킬로그램) 《포켓몬스터 녹》이나 《포켓몬스터 파이어 레드·리프 그린》의 겉케이스에 그려져 있어 지명도 또한 높다. 파이어레드·리프 그린에서, 암컷은 등에 핀 꽃의 꽃술 부분이 볼록하게 튀어나와 있는 모습으로 묘사되어 있다. 비가 내린 다음 날은 등의 꽃향기가 강해진다. 향기에 이끌려 독케일, 뷰티플라이, 세꿀버리같은 벌레 타입의 포켓몬들이 모여든다.

## 게임에서의 이상해꽃
게임에서는 이상해풀이 레벨 32가 되면 진화한다. 이상해씨, 이상해풀과 마찬가지로 전체적으로 균형이 잡힌 능력치를 갖고 있으며, 특히 특수공격과 특수방어 능력치가 뛰어나다.
대난투 스매시브라더스에서는 실프컴퍼니 옥상의 창고에서 출현하는 포켓몬의 하나로 등장하여 「잎날가르기」로 공격해온다. 대난투 스매시브라더스 DX에서는 몬스터 볼에서 나오는 포켓몬의 하나로 등장하여 「지진」이라는 공격 기술로 플레이어를 공격해온다. 플라티나에서는 모미가 배틀 타워에서 메가니움, 나무킹, 토대부기와 같이 가지고 있는 풀 포켓몬 시리즈이다.
6세대에서 메가진화가 가능한 포켓몬 중 하나이다.
8세대에서 거다이맥스가 가능하고, 풀타입 전용기는 거다이편달이다.

## 애니메이션에서의 이상해꽃
《포켓몬스터》51화에서는 이상해씨의 마을의 장로로 등장.
《포켓몬스터》114화에서는 오렌지 리그 챔피언의 포켓몬으로 등장하여 한지우의 켄타로스와 대전한다.
《포켓몬스터 AG》164화에서 프론티어 브레인 우근의 포켓몬으로 등장하여 한지우의 헤라크로스와 대전해서 '솔라빔'을 사용해 이기지만, 스왈로에게 '제비반환'을 맞고 진다.
《포켓몬스터 DP》78화에서 봄이의 포켓몬으로 등장.

## 영화에서의 이상해꽃
극장판 《뮤츠의 역습》에서 복제 이상해꽃과 싸우지만 진다.

## 만화책에서의 이상해꽃
만화책 《포켓몬스터 스페셜》에서 주인공 레드의 포켓몬으로 등장한다.